# Hindutash

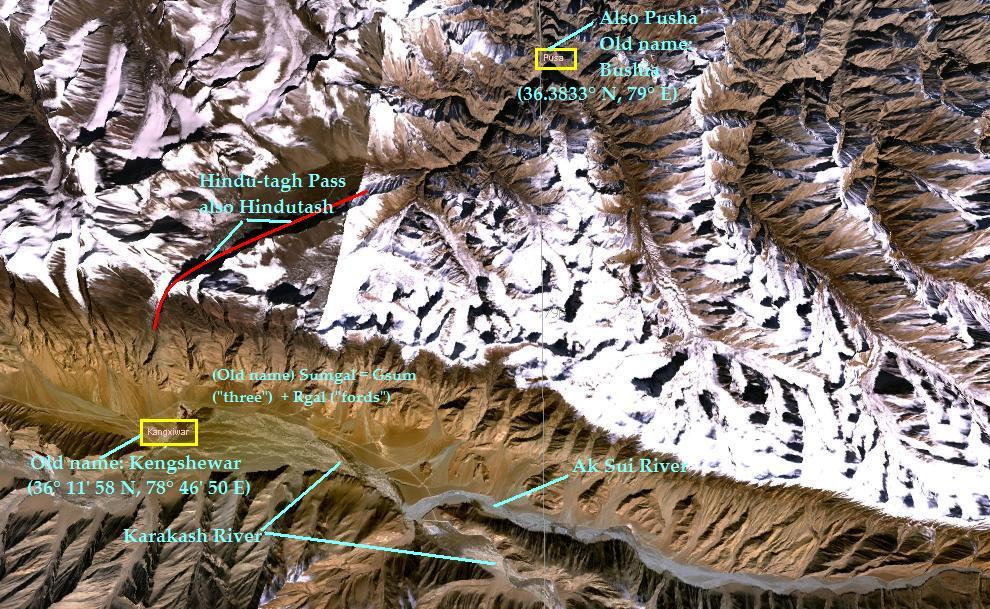
Immagine satellitare della NASA che mostra le città di Kangxiwar e Pusa nello Xinjiang sud-occidentale, Cina, ed il passo Hindutash che le collega. Il passo è segnato in rosso

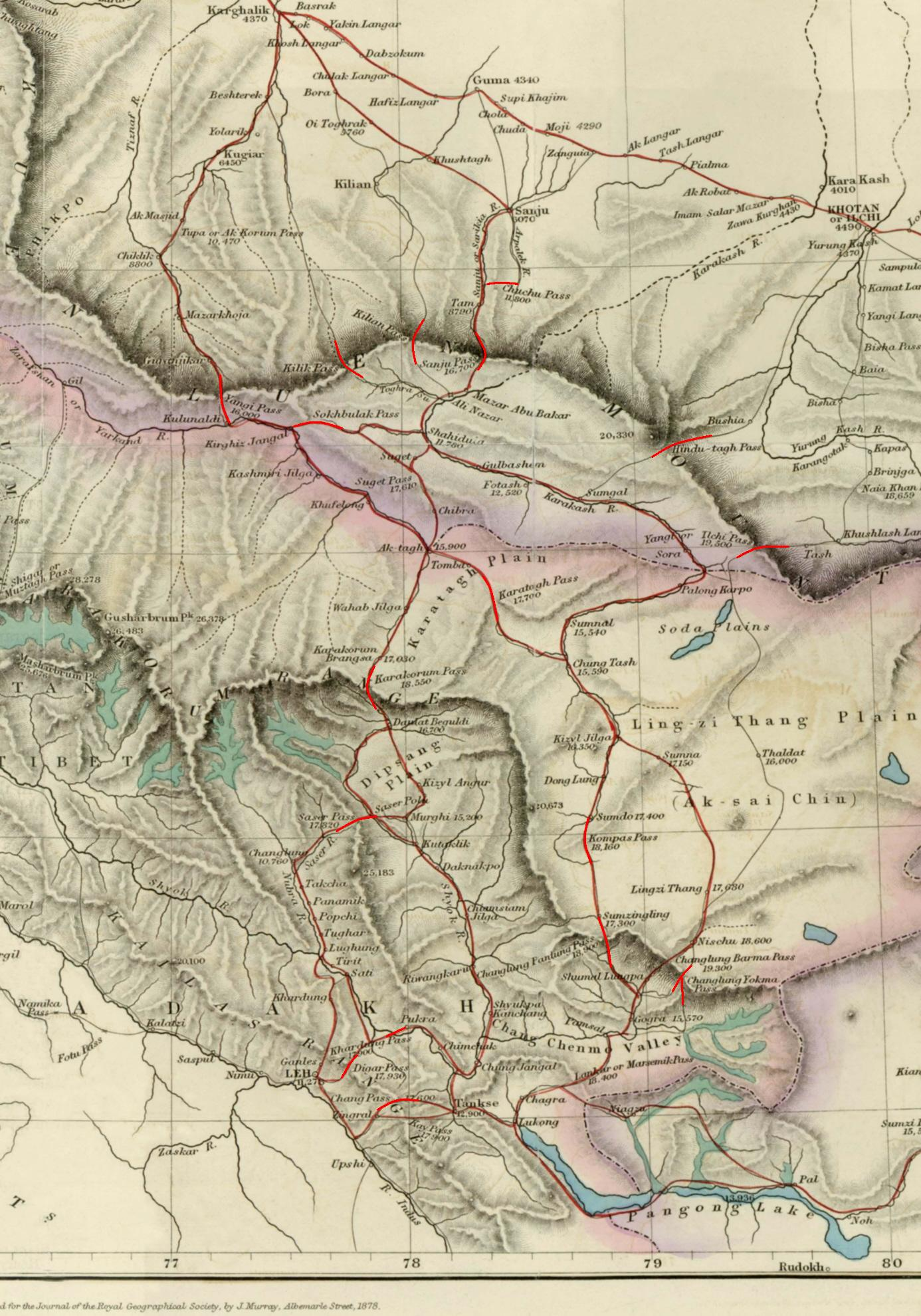
Dettagli di una mappa dell'Asia centrale (1878) che mostra il passo Hindutash e Khotan nello Xinjiang Il passo è segnato in rosso

Hindutash o Hindu-tagh è uno storico passo di montagna situato nello Xinjiang occidentale, Cina. Il passo taglia i monti Kunlun unendo l'ormai deserta città di Kangxiwar, un tempo Kengshewar, (36°11′58″N 78°46′50″E) nella valle del fiume Karakash, alla città di Pusha, ex Bushia, nella valle del fiume Yurungkash, unendosi anche alla strada per Hotan, ex Khotan.

## Storia
Nel 1857 l'esploratore Robert Schlagintweit lo attraversò passando dai campi di Sumgal, sulle rive del Karakash, circa 12 km a monte rispetto a Kengshewar, e ne stimò l'altezza in 5453 metri. In cima al passo (36°16′23″N 78°46′50″E) si trova un ghiacciaio con numerosi crepacci. La catena montuosa del Kunlun, situata nella regione meridionale della prefettura di Hotan dello Xinjiang, è attraversata da altri due passi: Il passo Sanju, vicino a Xaidulla, ex Shahidulla, a nord-ovest dello Hindu-tagh, e l'Ilchi Pass, a sud-est, poco a nord-est del villaggio di Dahongliutan. Il primo è stato molto usato in passato, ed era la tradizionale via d'accesso per il sud, nell'antico Regno di Khotan. Il secondo fu attraversato nel 1865 da W. H. Johnson del Survey of India. "Hindu-tagh" significa "Montagna indiana", mentre "Hindu-tash" significa "Pietra indiana", entrambi nel dialetto uiguro dello Xinjiang.

## Galleria d'immagini

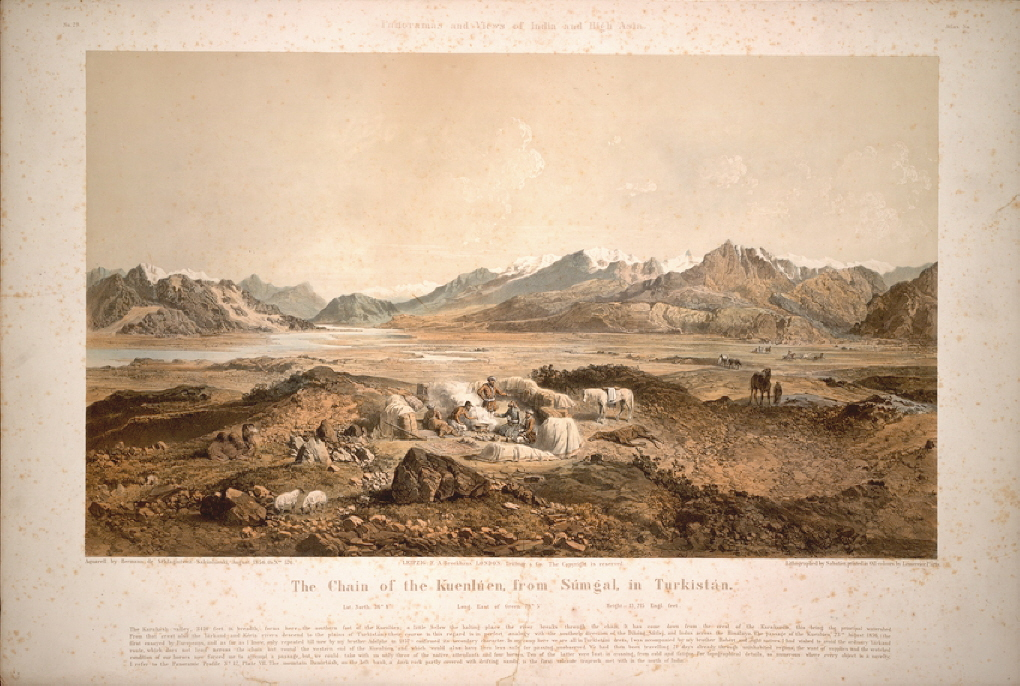
"La catena del Kuenlúen, da Súmgal, in Turkistán" di Hermann Schlagintweit, agosto 1856. Litografia di Sabatier, stampato in colori ad olio da Lemereier, Parigi. L'Hindu-tagh si trova sulla destra
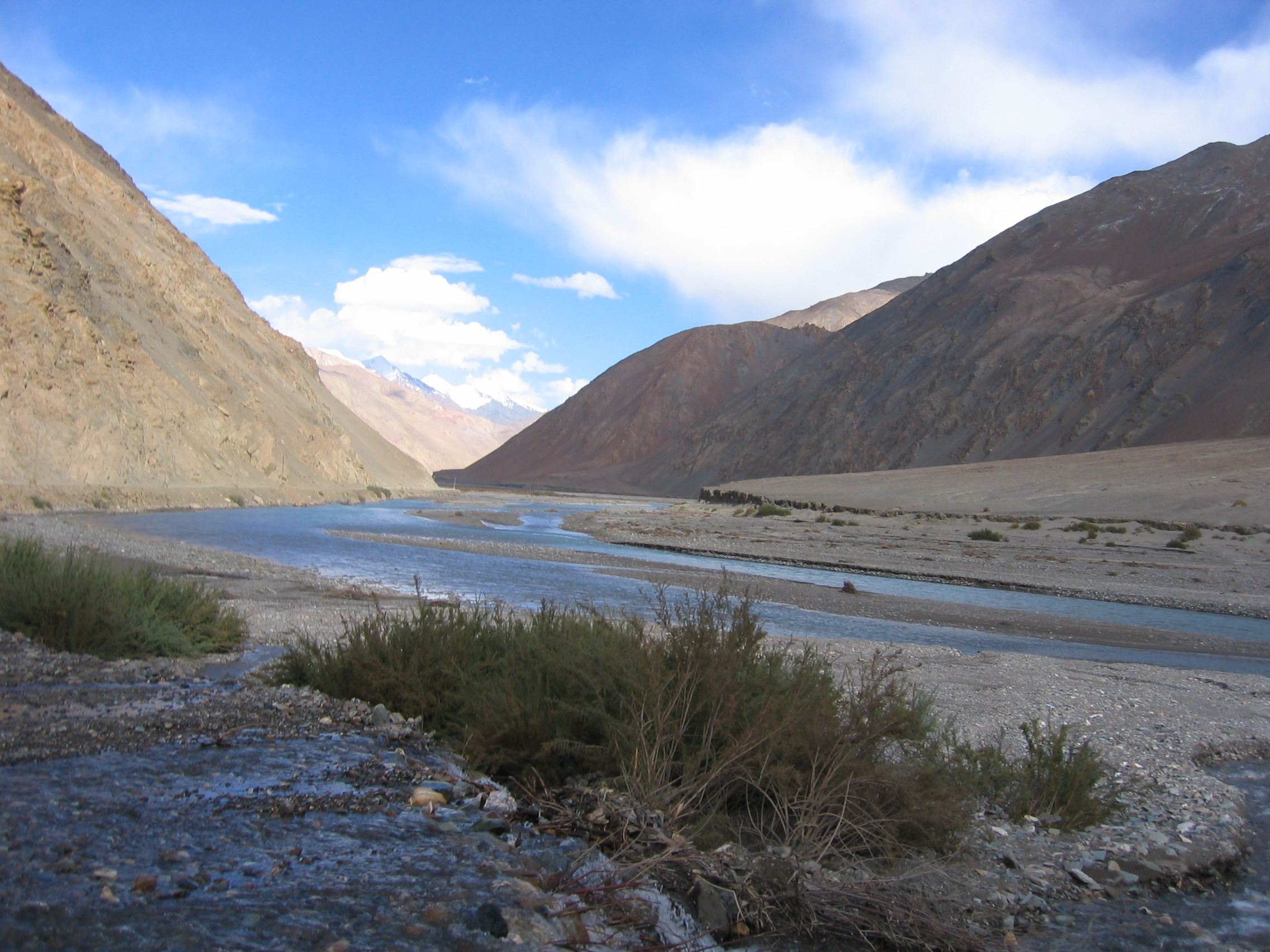
Il fiume Karakash nella catena montuosa del Kunlun, visto dalla superstrada Xinjiang-Tibet
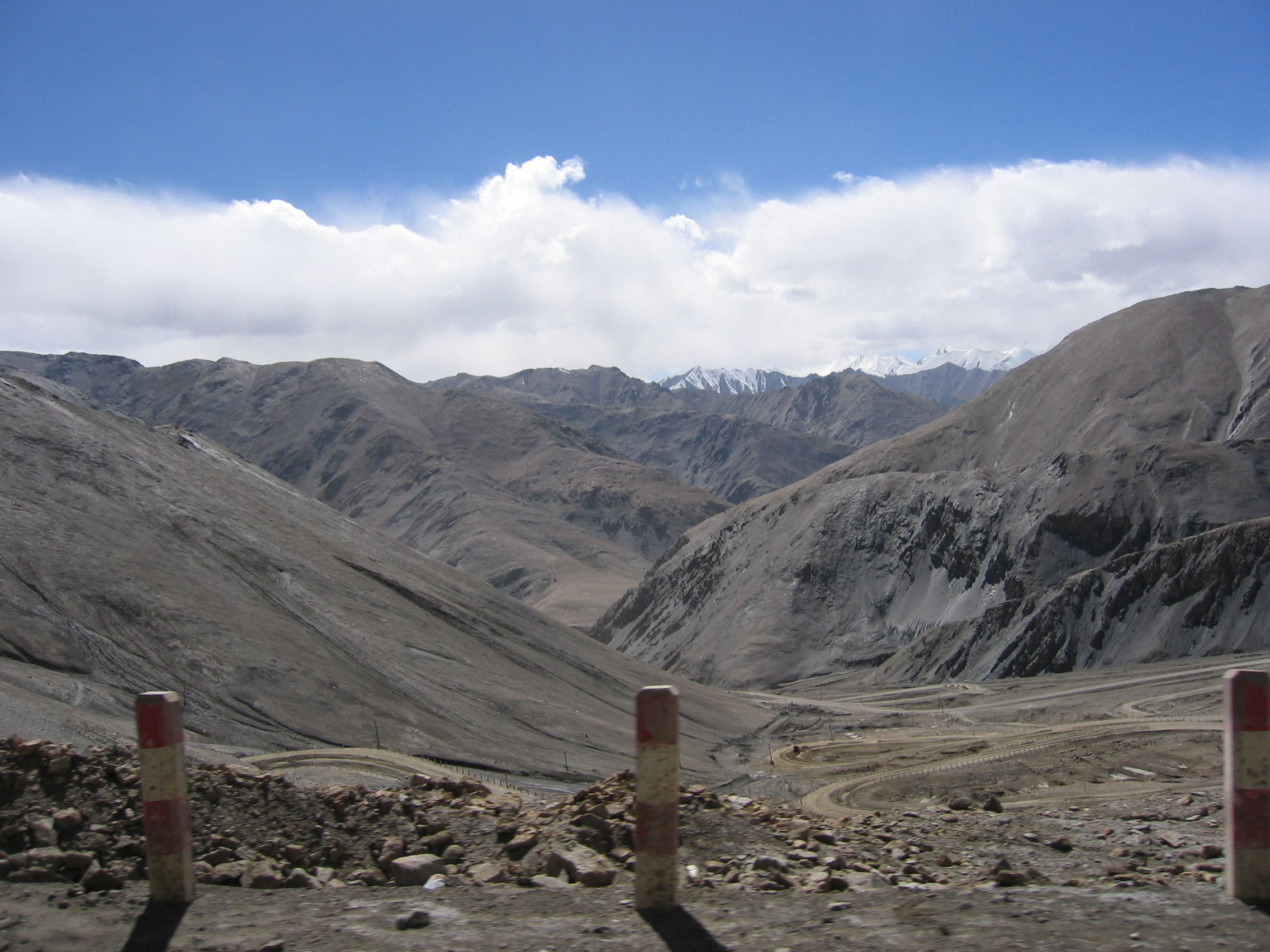
Panorama di Kunlun dalla superstrada Xinjiang-Tibet